# Sistema tegumentar

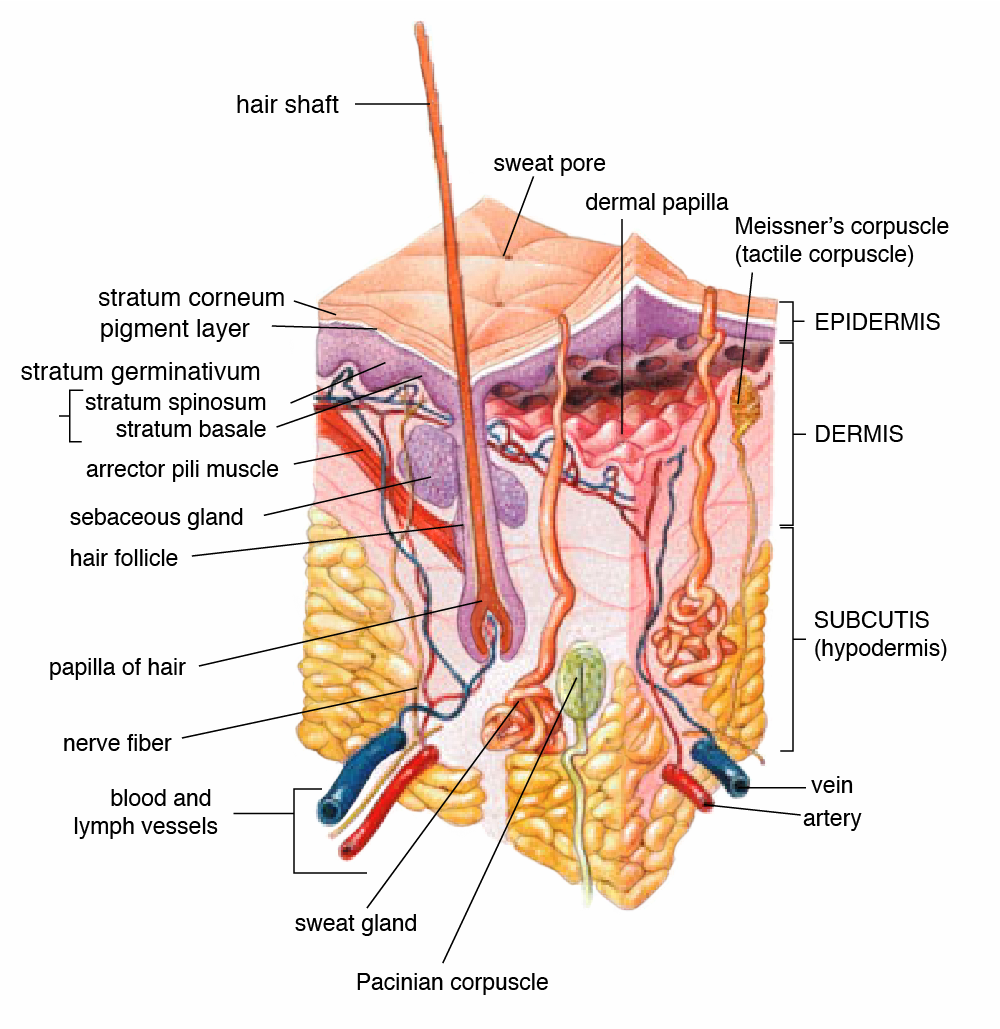
Representação esquemática da pele

Sistema tegumentar é o conjunto de estruturas que formam o revestimento externo dos seres vivos. Esse revestimento externo é chamado de tegumento ou integumento e nos vertebrados também é chamado de pele. As estruturas que formam o sistema tegumentar são: células, tecido conjuntivo, pelos, escamas, penas, unhas, chifres, entre outros. Nos seres unicelulares, o revestimento externo é formado pela própria membrana celular e parede celular. Os animais invertebrados possuem um revestimento externo formado por apenas uma camada de células (epitélio simples). Já os vertebrados possuem pele formada por duas camadas: a superficial conhecida como epiderme e formada por várias camadas de células (epitélio estratificado); e a camada mais profunda, chamada de derme, formada principalmente por tecido conjuntivo.

## Funções
Principais funções do sistema tegumentar:
- Proteção mecânica
- Recepção de estímulos externos
- Regulação da temperatura
- Respiração
- Excreção
- Identificação sexual
- Favorece a síntese de vitamina D na maioria dos vertebrados terrestres com significante exposição à luz solar

## Epiderme
É a camada mais superficial da pele, ou seja, a que está diretamente em contato com o exterior. É tecido epitelial multiestratificado, isto é, formado por várias camadas de células justapostas.
Anexos da epiderme:
- Dentes
- Chifres
- Esgalhos
- Unhas
- Pelos

A epiderme penetra na derme e origina os folículos pilosos, glândulas sebáceas e glândulas sudoríparas. Na derme encontramos ainda: músculo eretor de pelo, fibras elásticas (elasticidade), fibras colágenas (resistência), vasos sanguíneos e nervos.
Camadas:
- - Basal
  - Espinhosa
  - Granulosa
  - Transparente (Lúcida)
  - Córnea

## Derme
A derme, localizada imediatamente sob a epiderme, é um tecido conjuntivo que contém fibras protéicas, vasos sangüíneos, terminações nervosas, órgãos sensoriais e glândulas. As principais células da derme são os fibroblastos, responsáveis pela produção de fibras e de uma substância gelatinosa, a substância amorfa na qual os elementos dérmicos estão mergulhados .
Camadas:
- Papilar
- Reticular

## Tecido subcutâneo
Sob a pele, há uma camada de tecido conjuntivo frouxo, o tecido subcutâneo, rico em fibras e em células que armazenam gordura (células adiposas ou adipócitos). A camada subcutânea, denominada hipoderme, atua como reserva energética, proteção contra choques mecânicos e isolante térmico.

## Unhas e pelos
Unhas e pelos são constituídos por células epidérmicas queratinizadas, mortas e compactadas. Na base da unha ou do pelo há células que se multiplicam constantemente, empurrando as células mais velhas para cima. Estas, ao acumular queratina, morrem e se compactam, originando a unha ou o pelo. Cada pelo está ligado a um pequeno músculo eretor, que permite sua movimentação, e a uma ou mais glândulas sebáceas, que se encarregam de sua lubrificação.